# Joaquín Amaro

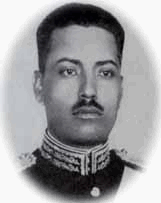
Joaquín Amaro Domínguez

Joaquín Amaro Domínguez (Corrales de Abrego, 16 augustus 1889 - Pachuca, 15 maart 1952) was een Mexicaans militair en politicus.
Amaro was afkomstig uit een familie van Yaqui-indianen uit de staat Zacatecas. Bij het uitbreken van de Mexicaanse Revolutie in 1910 sloot hij zich aan bij de revolutionairen van Francisco I. Madero. Na Madero's overwinning en verkiezing tot president in 1911 nam hij dienst in het Mexicaanse leger. Hij vocht onder andere tegen de troepen van Emiliano Zapata en klom op tot generaal. Nadat Madero in 1913 omvergeworpen en vermoord werd door Victoriano Huerta sloot Amaro zich aan bij het Constitutionalistisch Leger van Venustiano Carranza. Na de scheuring in het revolutionaire leiderschap zette hij de strijd aan constitutionalistische zijde voort tegen de conventionalisten van Pancho Villa. Hij nam deel aan de slag bij Celaya en verdreef Villa's aanhangers uit Michoacán en Durango.
Amaro sloot zich aan bij het plan van Agua Prieta die Álvaro Obregón naar het presidentschap lanceerde, en werd benoemd tot divisiegeneraal, de hoogste rang in het Mexicaanse leger. Amaro vocht in 1923 tegen de De la Huertaopstand en wordt ook in verband gebracht met de moord op Pancho Villa datzelfde jaar. Obregóns opvolger benoemde Amaro in 1924 tot minister van oorlog. Amaro hervormde en moderniseerde in die periode het leger, en tijdens die periode speelde zich ook de Cristero-oorlog af, waarbij katholieke rebellen en het regeringsleger elkaar bevochten. Na Obregóns herverkiezing en moord in 1928 werd Amaro door sommigen naar voren geschoven als president, doch hij bedankte voor de eer. Amaro bleef minister van oorlog onder president Emilio Portes Gil maar trad in 1931 onder Pascual Ortiz Rubio af en werd directeur van de militaire academie.
Amaro liet zich in de late jaren 30 herhaaldelijk positief uit over Adolf Hitler, en werd in 1940 door de Revolutionaire Anticommunistische Partij (PRAC) naar voren geschoven als presidentskandidaat. Hij trok zich echter terug uit de race toen bleek dat hij nauwelijks steun had. Tijdens de Tweede Wereldoorlog was hij belast met de verdediging van de Landengte van Tehuantepec. In 1952 werd hij aangewezen als presidentskandidaat voor de Nationalistische Partij van Mexico (PNM), maar hij overleed enkele maanden voor de verkiezingen.